# بویروک
بویروک به مجموعه نوشته‌های مذهبی شیعیان علوی گفته می‌شود. درین نوشته‌ها همچنین آیه‌هایی از قرآن و سخنانی از امامان شیعیان به ویژه از علی و جعفر صادق و همچنین بزرگان علوی مانند شاه اسماعیل، یونس امره و پیر ابدال موسی به چشم می‌خورد. بویروک‌ها از مهم‌ترین منابع علویان بشمار می‌آیند.
پیشینهٔ حاجی بکتاش والی نیز در بویروک‌ها آمده است.